# Chiesa delle Sante Teuteria e Tosca
La chiesa delle Sante Teuteria e Tosca,  conosciuta anche con il nome di sacello delle Sante Teuteria e Tosca, è un luogo di culto cattolico  che sorge nel cuore del centro storico di Verona, alle spalle della chiesa dei Santi Apostoli e poco lontano da porta Borsari; fa parte della diocesi di Verona. Essa, nata come sepolcro romano o martyrium paleocristiano, è considerata la chiesa più antica del Veneto.

## Storia

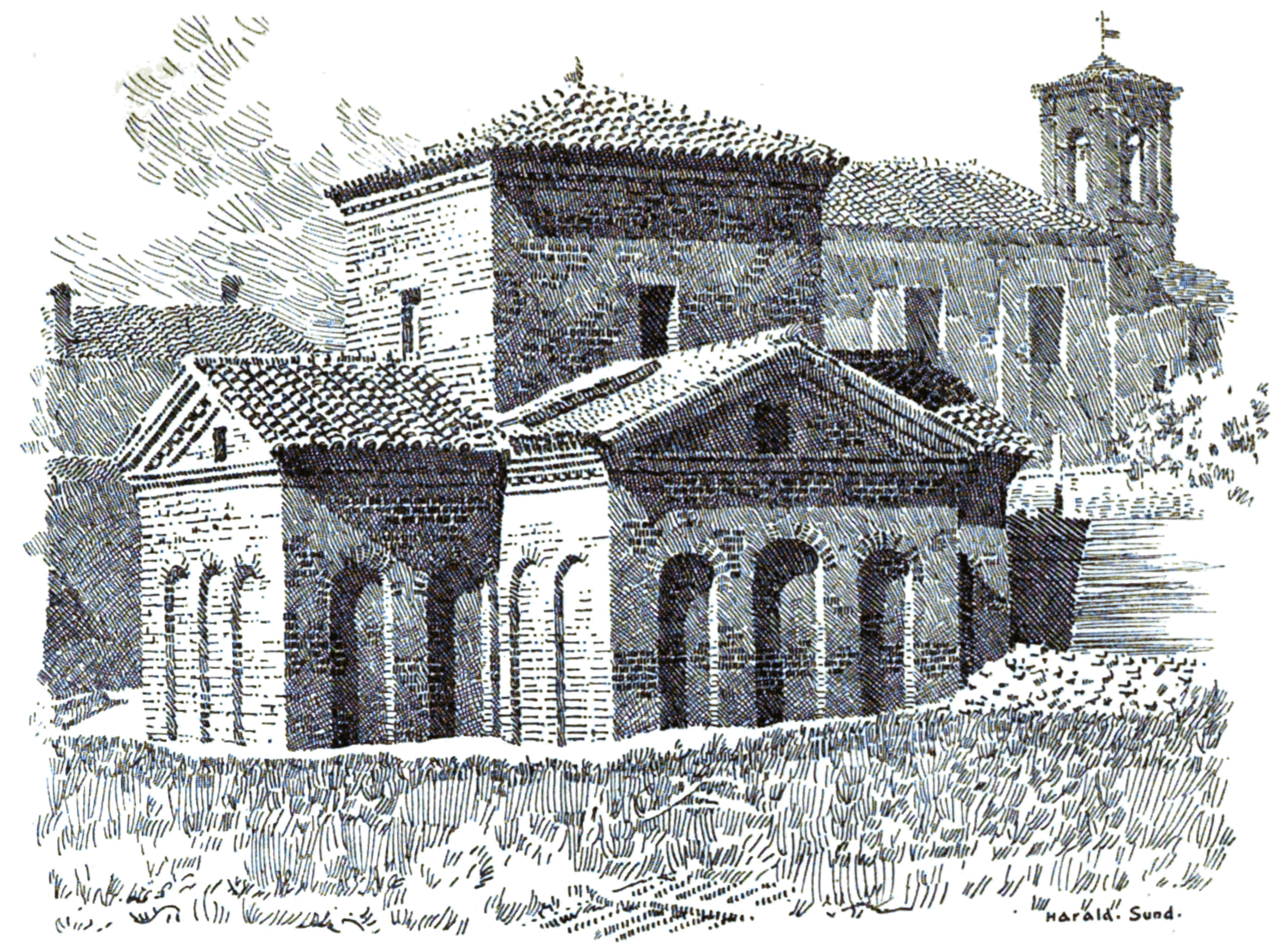
Il sacello, tra il V e il XIV secolo, aveva un aspetto molto simile a quello di questo disegno rappresentante il mausoleo di Galla Placidia a Ravenna

Il piccolo sacello, sorto a lato e a breve distanza dell'antica via Postumia, in un'area sepolcrale che in epoca romana si trovava al di fuori delle mura di Verona, è stato probabilmente edificato nel V secolo insieme all'adiacente chiesa dei Santi Apostoli. Questo primo edificio doveva essere caratterizzato da una pianta a croce greca con il corpo centrale sopraelevato rispetto ai quattro bracci e copertura a volta a botte e inizialmente, secondo il soprintendente Alessandro Da Lisca, doveva essere un sepolcro romano, riadattato al culto cristiano solo in un secondo momento, mentre altri studiosi ipotizzano si tratti di un martyrium, ovvero di un sacello eretto sulla tomba di un martire. Questo primo edificio era quindi molto simile al più noto mausoleo di Galla Placidia a Ravenna, sempre del V secolo, le cui somiglianze non si fermano solo alla forma ma riguardano anche la tecnica costruttiva.
Nell'VIII secolo l'edificio venne rinnovato in occasione della deposizione delle reliquie di due sante, Teuteria e Tosca, su commissione del vescovo di Verona Annone, il quale consacrò la chiesetta nel 751. Il culto di Tosca, sorella del vescovo Procolo, si diffuse infatti a Verona già nell'alto medioevo, mentre quello di Teuteria comparve solo nel XII secolo, senza avere mai una particolare officiatura. La leggenda che narra delle due sante afferma che quest'ultima fosse figlia del re d'Inghilterra, in fuga dal nobile pagano Osvaldo; essa arrivò in città e trovò rifugio in una grotta abitata da Tosca, eremita. All'arrivo dei sicari alcuni ragni tesserono sull'apertura una tela così fitta da impedirne l'ingresso e salvare le due sante, che vissero insieme il resto della vita, morendo a pochi giorni di distanza l'una dall'altra nel 263.
Nel 1160, a seguito di una ricognizione, furono ritrovati i due corpi e una lamella plumbea con iscritto «Teuteria Virgo Deo Dicata», così il 14 settembre il vescovo Ognibene decise di riconsacrare l'edificio.
Nella prima metà del XIV secolo il sacello venne rinnovato e ampliato in maniera più pesante, perdendo l'impianto planimetrico cruciforme per uno quadrangolare, che lo caratterizza ancora oggi: l'opera avvenne su commissione del nobile Guglielmo Bevilacqua, la cui importante famiglia divenne giuspatrona del sacello dal 1335 fino al 1898, quando tornò di proprietà della parrocchia dei Santi Apostoli. Il figlio Francesco Bevilacqua, inoltre, fece erigere nel 1365 due altari laterali. Il secolo successivo l'urna contenente le reliquie delle sante venne posta su quattro colonnine e decorata sul fronte con dei bassorilievi in cui sono raffigurati la Madonna con Bambino e San Procolo, e le due Sante. Nuovi lavori di consolidamento e aggiornamento vennero compiuti tra il 1550 e il 1555, tuttavia il vescovo, durante la visita pastorale del luglio 1555, trovò impropria la posizione centrale nonché l'altezza di un sepolcro (non è chiaro se fosse quello delle sante o dei Bevilacqua) e ne ordinò lo spostamento in una posizione più marginale. La ricollocazione fu effettivamente realizzata tra il 1557 e il 1559.
Nel 1913 l'edificio subì un intervento di restauro che prevedeva la sottomurazione delle fondazioni e quindi lo scavo in profondità: durante i lavori venne ritrovata una porzione pavimento a mosaici con tessere bianche, nere e gialle, alcune monete del II e del IV secolo e frammenti di affresco.

## Descrizione

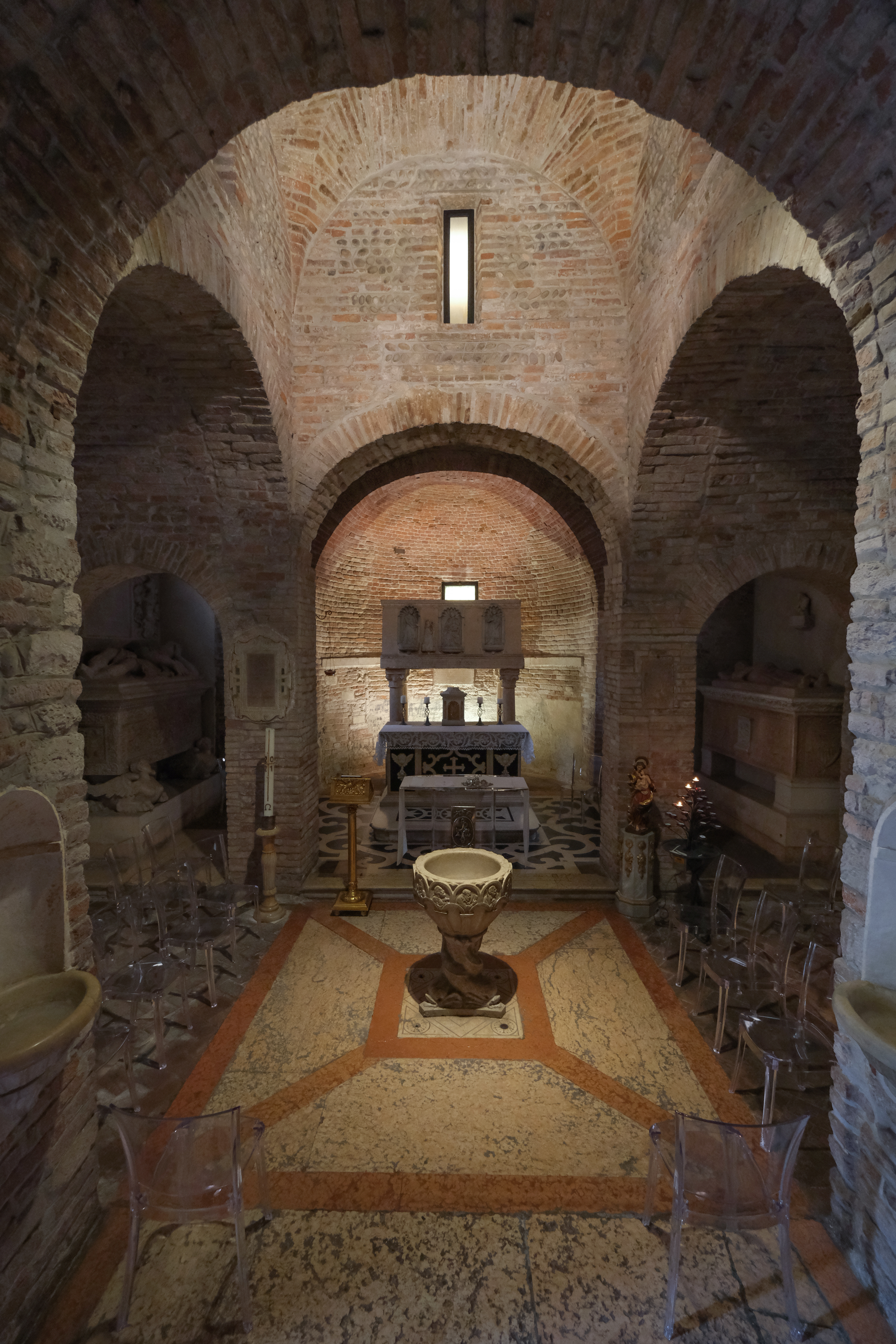
L'interno della chiesa con, in fondo al presbiterio, l'arca delle due sante

Il sacello è privo di una facciata, in quanto essa è addossata all'adiacente chiesa dei Santi Apostoli, mentre sono leggibili tutti gli altri prospetti esterni, i quali si presentano con un paramento murario a vista che permette una facile leggibilità delle stratificazioni e trasformazioni subite dall'edificio nel corso dei secoli. La muratura è principalmente in mattoni di laterizio e ciottoli di fiume, ma ci sono anche alcuni inserti di conci di pietra calcarea. Sul fronte est emerge la struttura dell'abside semicircolare mentre su quello nord si apre l'ingresso laterale all'edificio, con piedritti e architrave, timpanato, in pietra. L'ingresso principale avviene invece tramite il locale della sagrestia della chiesa dei Santi Apostoli, da dove scende una scalinata in marmo che conduce fino alla navata centrale del sacello.

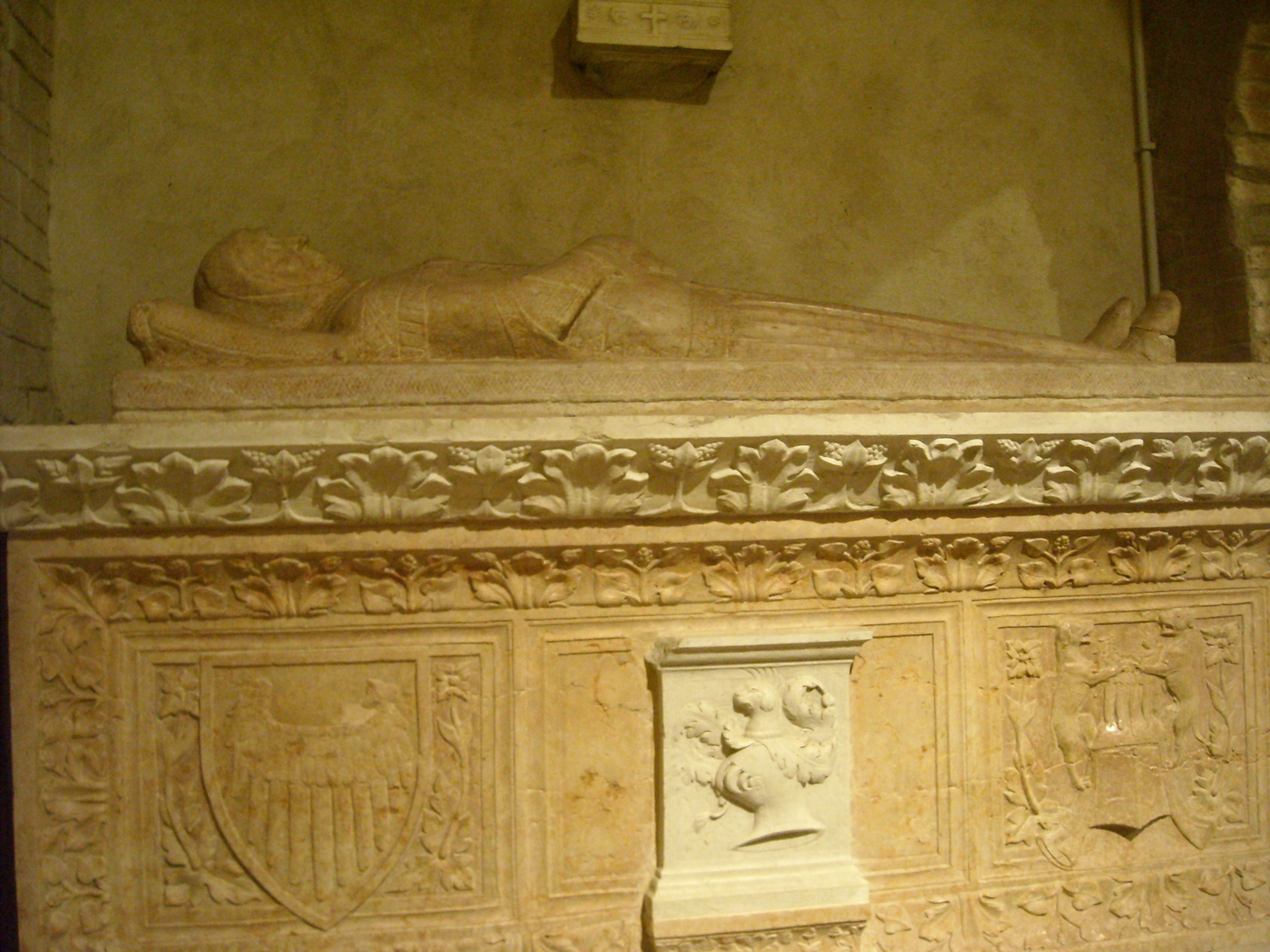
L'arca di Francesco Bevilacqua

La struttura è pressoché di forma quadrata e si compone di un'aula suddivisa in tre piccole navate, con quattro massicci pilastri a sezione quadrata; tuttavia risulta ancora facilmente leggibile l'originario impianto cruciforme, anteriore alle trasformazioni del XIV secolo. La navata centrale si conclude con il presbiterio, sopraelevato di un gradino, e quindi con un'abside semicircolare. Le campate sono coperte da volte a botte, mentre lo spazio centrale è sovrastato da una volta a crociera e l'abside da una semi-calotta sferica. L'interno della chiesa è sobrio e austero e la spazialità caratterizzata dalla centralità della composizione planimetrica. Le pareti sono tutte con il paramento murario in mattoni a vista, tranne che per alcune tracce di affresco databile al XIII secolo conservate sulle pareti dell'abside. Al centro dell'abside si trova l'altare con l'arca delle due sante, mentre ai due lati, a conclusione delle navatelle, si trovano le tombe di Francesco Bevilacqua, a destra, e quella dei fratelli Giovanni Francesco, Antonio e Gregorio Bevilacqua, a sinistra. Nella navata di destra è infine presente una grande fonte battesimale del XIII secolo, proveniente dalla vicina chiesa di San Lorenzo.